# Allard de Ridder
Pour les articles homonymes, voir De Ridder.
Allard de Ridder, né le 3 mai 1887 à Dordrecht dans les Pays-Bas et mort le 13 mai 1966 à Vancouver au Canada, est un violoniste, compositeur et chef d'orchestre canadien d'origine néerlandaise.

## Biographie
Allard de Ridder étudia le violon à la Hochschule für Musik und Tanz Köln (École supérieure de musique et de danse de Cologne) avec les maîtres de musique Johan Wagenaar, Willem Mengelberg et Fritz Steinbach.
Il débuta comme chef d'orchestre dans son pays natal en dirigeant les orchestres des villes de Arnhem, La Haye et Amsterdam.
En 1919, Allard de Ridder émigra aux États-Unis où il dirigea l'Orchestre symphonique de Boston. L'année suivante il fut assistant chef d'orchestre et violoniste à l'Orchestre philharmonique de Los Angeles.
En 1930, il devint le premier chef d'orchestre de l'Orchestre symphonique de Vancouver, fonction qu'il assumera jusqu'en 1941. Cette année-là il rejoint l'Orchestre symphonique de Toronto.
En 1944, Allard de Ridder forma avec des musiciens l'Orchestre symphonique d'Ottawa. 
En 1952, il retourna à Vancouver où il mourut en 1966.

## Source
- L'encyclopédie canadienne
- L'Orchestre philharmonique d'Ottawa